# Sitona hispidulus
Sitona hispidulus — вид жуків з роду Бульбочкові родини Довгоносики, що походить з Європи. Інвазивний в Азії та Північній Америці. Він був науково описаний Фабріціусом у 1777 році.
Поширений по всій Палеарктиці. Мешкає у Великій Британії, Швеції, Канаді, Польщі, Німеччині, Франції, Нідерландах, Норвегії, Фінляндії, Естонії, Австрії, Словаччині, Японії, Росії, Данії, Люксембурзі, Сербії, Бельгії, Італії, Кореї, Туреччині, Чехії, Хорватії, Україні, Іспанії, Угорщині, Словенії, Білорусі, Швейцарії, Ізраїлі, Монголії, Омані, Португалії, Андоррі, Ліхтенштейні, Болгарії, Греції, Литві та Румунії. Завезений до Нового Світу, США та Мексики.
Його довжина становить 3,2-4 міліметри. Живе в місцях, де багато трави, зустрічається також на полях і луках. Живиться люцерною, конюшиною, кормовими бобовими, активний навесні та восени. У життєвому циклі яйця відкладаються в ґрунт, зазвичай навесні, після чого личинки вилуплюються. Лялечка виростає в кінці літа; дорослі особини більшу частину часу проводять на листі або на землі.

## Галерея

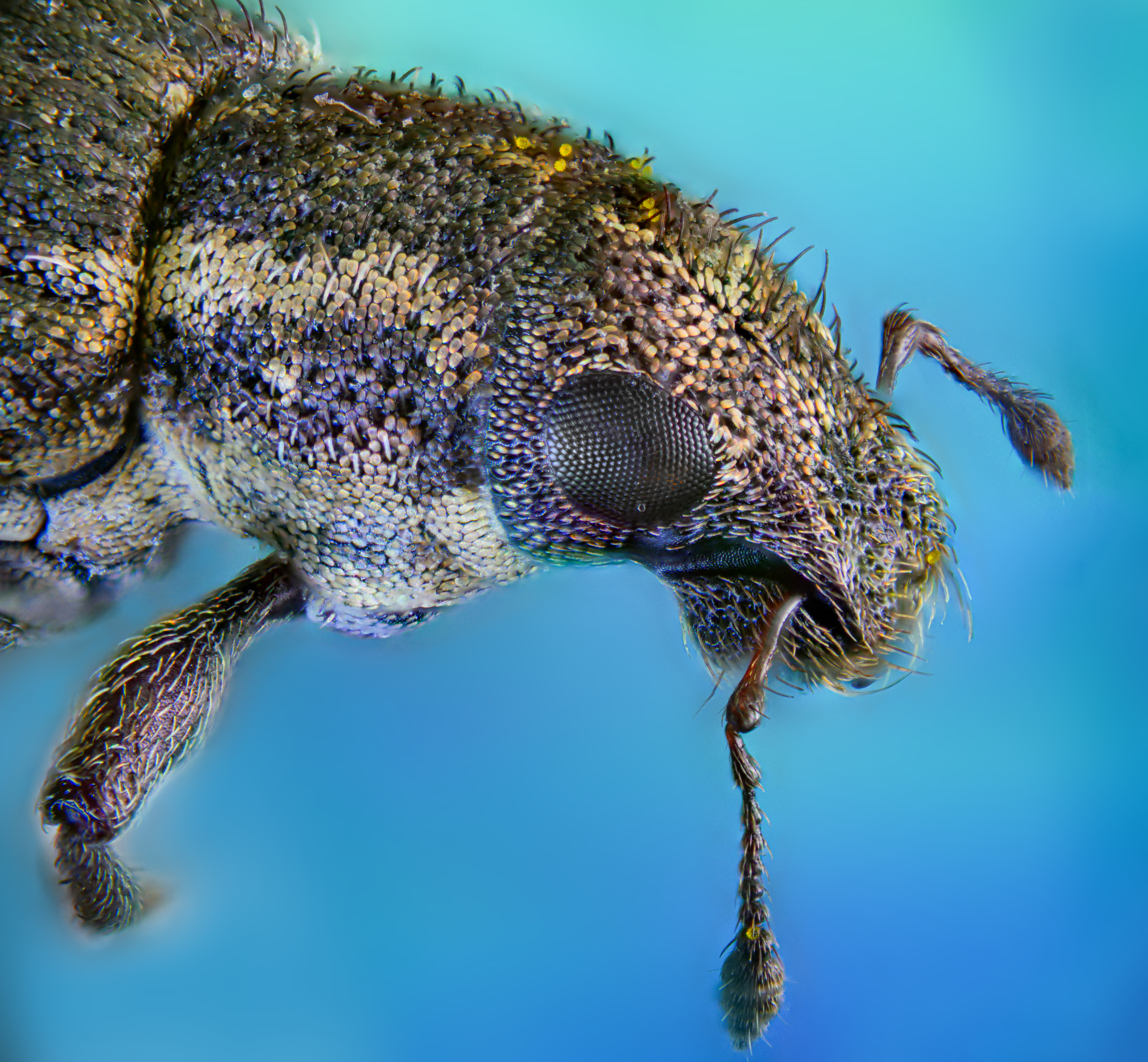
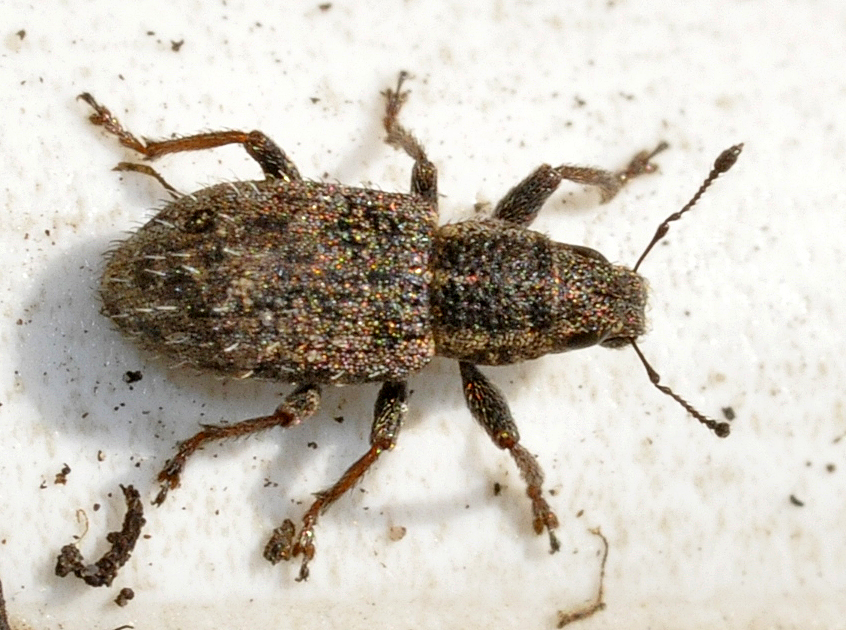
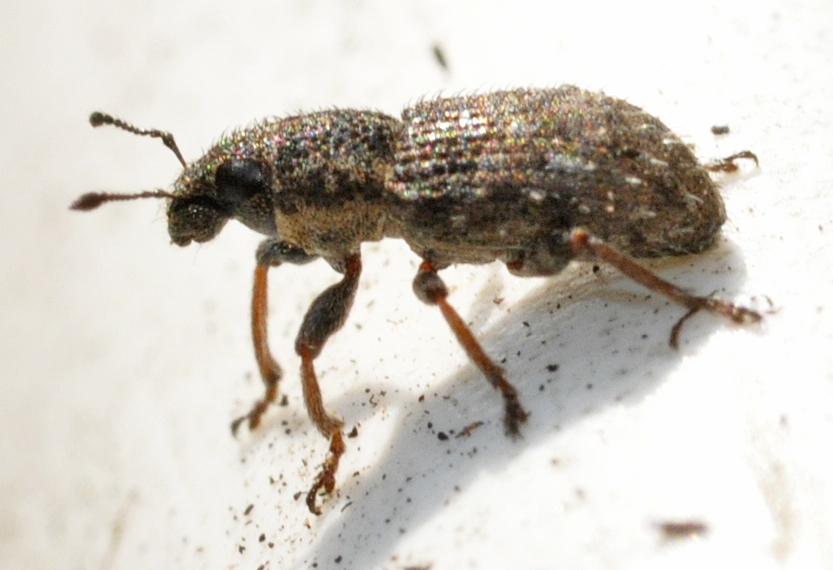
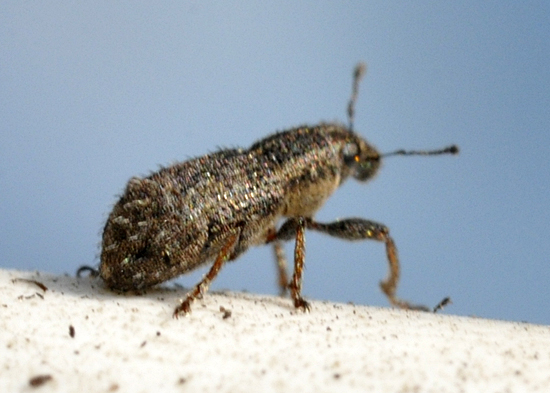